# أشعة الأطفال
أشعة الأطفال هي تخصص فرعي للأشعة يشمل تصوير الأجنة والرضع والأطفال والمراهقين والشباب. يمارس العديد من أطباء الأشعة في مستشفيات الأطفال.
على الرغم من أن بعض الأمراض التي تُشاهد في طب الأطفال هي نفسها في البالغين، إلا أن هناك العديد من الحالات التي لا تظهر إلا عند الرضع. يجب أن يأخذ الاختصاص في الاعتبار ديناميات الجسم النامي، من الرضع قبل الأوان إلى المراهقين الكبار، حيث تتبع الأعضاء أنماط النمو ومراحله. هذه تتطلب التصوير والعلاج المتخصص الذي يتم في مستشفى خاص للأطفال، والذي يمكن لديه جميع التسهيلات اللازمة لعلاج الأطفال وأمراضهم الخاصة.

## البيئة

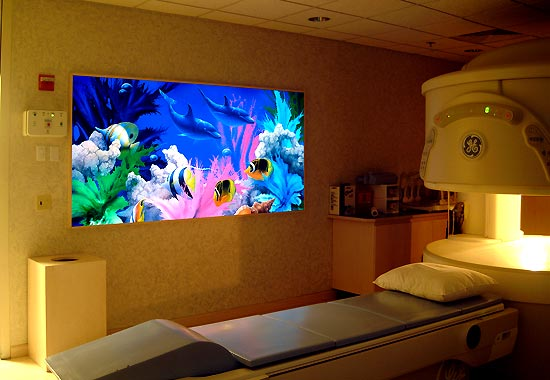
جهاز تصوير بالرنين المغناطيسي مناسب للأطفال

لتشخيص حالة الأطفال بنجاح، هناك حاجة إلى صور عالية الجودة لإعطاء تشخيص. لتحقيق ذلك يتطلب خلق بيئة مهيئة بحيث يكون فيها الطفل يشعر بالراحة. وهذا يشكل أحد أهم العناصر اللازمة لأشعة الأطفال. بالنسبة لإدارات التصوير التي تكون متخصصة في طب الأطفال بالأشعة، فإن هذا سهل للغاية حيث يمكن تصميم غرف تتناسب مع احتياجات الطفل. على سبيل المثال، تصاميم الجدار تكون براقة، التحفيز البصري ولعب الأطفال. يمكن أن تكون هذه تركيبات دائمة لأن القسم لن يحتاج إلى تلبية أي فئة عمرية أخرى. بالنسبة للأقسام التي ترى الأطفال فقط من حين لآخر، قد تواجه صعوبة كبيرة في إنشاء بيئة ملائمة للأطفال. وعادة ما يتم تحقيق ذلك عن طريق إنشاء غرفة واحدة «غرفة صديقة للأطفال» حيث يمكن رسم الجداريات / الإستنسل على الحائط. صُممت مستشفيات الأطفال الحديثة الآن بالكثير من الزجاج لإتاحة أكبر قدر ممكن من الضوء الطبيعي، ومستشفى إيفيلينا للأطفال هو أحد هذه المستشفيات المتخصصة في طب الأطفال.

## التحديات
أشعة الأطفال تأتي مصحوبة بالعديد من التحديات. على عكس الأشخاص البالغين، لا يمكن للأطفال دائمًا فهم / استيعاب تغيير البيئة. لذلك، عادة ما يُطلب من الموظفين ارتداء زي ملون، وعادةً ما يكون «ملابس الأطباء»، مختلفة عن الزي الرسمي المسخدم في المستشفى. من المهم أيضًا إدراك أنه عندما يكون الطفل على ما يرام، فإنهم يتبعون غرائزهم، والتي عادة ما تكون في البكاء والبقاء بالقرب من والديهم. يمثل هذا تحديا كبيرا للمصور، الذي يجب أن يحاول كسب ثقة الطفل واكتساب تعاونه. بمجرد أن يتحقق التعاون، سيترتب تحدٍ كبير آخر يتمثل في إبقاء الطفل ثابتًا في مكان اختبار التصوير. هذا قد يشكل صعوبة كبيرة بالنسبة للأطفال وقج يسبب الكثير من الألم. عادة ما يكون الإلزام والدعم من قبل الوالدين قد يكونان كافيين لتحقيق ذلك، ولكن في بعض الحالات بالغة القصوى (مثل على ذلك التصوير بالرنين المغناطيسي والتصوير المقطعي )، قد يستلزم ضرورة لتخدير الطفل.
التحدي الآخر الذي يواجهنا هو كيفية التفريق الإشعاعي بين شخص بالغ وطفل.
الاستخدام الطبي للإشعاع: استخدم الطب الإشعاعات المؤينة لعقود للتمكن من المساعدة في تشخيص أو علاج الأطفال (والكبار). ليس هناك شك في أن هذا التصوير قد أنقذ حياة الناس.استخدام التصوير الطبي بشكل كبير في السنوات القليلة الماضية، لا سيما استخدام الأشعة المقطعية CAT ( أيضًا يطلق عليها CT الأشعة المقطعية). يتم إجراء حوالي 65 مليون عملية تصوير مقطعي في الولايات المتحدة سنويًا يقدر بنحو 8 ملايين في الأطفال. ومع ذلك، هناك جرعة إشعاعية أعلى بكثير من الأشعة المقطعية مقارنة بالأشعة السينية التقليدية واختبارات التنظير الفلوري التي يقوم بها أخصائي الأشعة وتفسيرها. فحوصات الأشعة المقطعية توفر بشكل عام مزيدًا من المعلومات حول علم التشريح والأمراض في الجسم، لكن يمكن استبدالها ببعض المؤشرات العظمية بطرق تصوير منخفضة الجرعة أخرى مثل EOS. للقيام بذلك،رغم أن، قد يتعرض الشخص ما بين 100 إلى 250 ضعف جرعة الإشعاع مقارنة بأشعة إكس.
قضايا السلامة من الإشعاع: هناك مخاطر من الإشعاعات المؤينة التي تمت دراستها بشكل شامل عن الناجين من القنبلة الذرية في هيروشيما في عام 1945. قد أظهرت الدراسات الطولية التي تقوم بها الأكاديمية الوطنية للعلوم في الولايات المتحدة ارتفاع معدلات حدوث الإصابة بالسرطان في هذه الفئة من السكان التي تعتمد على الجرعة. من خلال هذه البيانات، تشير أبحاث النمذجة بإنه حتى في الجرعات القليلة المستخدمة في التصوير الطبي، قد يشكل خطرا إضافيا للإصابة بمرض السرطان. في العام الماضي، اقترح اثنان من علماء الفيزياء الطبية أن زيادة استخدام الأشعة المقطعية في الولايات المتحدة قد يزيد من حدوث السرطان في المستقبل.
قضايا حماية الأطفال من الإشعاع: الأطفال أكثر حساسية من البالغين. لديهم أيضًا متوسط العمر المتوقع الذي قد يصابون به من التعرض للإشعاع المؤين. لطالما كان وعي طب الأطفال والمجتمع الطبي مدركين لهذه القضية وطوروا سياسات وممارسات الحماية من الإشعاع التي تعكس هذا. مع زيادة استخدام التصوير وخاصة المسح المقطعي المحوسب، هناك اهتمام متزايد بهذه المسألة من قبل المجتمعات الطبية والأشعة بأكملها. يعد موقع (ايميج جنتلي) موردًا تعليميًا لموفري الرعاية الصحية وكذلك المرضى والآباء، وقد بدأ في عام 2008.  هناك تعاون من قبل العديد من الأشعة، والفيزياء الطبية، وطب الأطفال، والمنظمات الحكومية لزيادة الوعي بقضايا السلامة الإشعاعية لدى الأطفال وتوفير التعليم لجميع أصحاب المصلحة الذين يهتمون بالأطفال حول طرق تقليل التعرض للإشعاع المؤين عند الأطفال  هناك معلومات للآباء تتضمن كتيبات معلومات أساسية يمكن طباعتها أو تنزيلها تصف ما هي الأشعة السينية وما هي المخاطر والفوائد وما يمكن القيام به لتقليل هذه المخاطر . تم نشر دعوة للعمل تدعو إلى الحد من التعرض للإشعاع المؤين للأطفال عن طريق إجراء اختبار التصوير المناسب، بالطريقة الصحيحة مع الجرعة المناسبة.

## المعدات
تشمل بعض المعدات التي تم تكييفها للاستخدام في طب الأطفال بالأشعة ما يلي:
- نوافذ اصطناعية / لوحات ذات وزن خفيفة
- معدات مخصصة لتحديد المواقع مثال على ذلك الإسفنج والأوزان.

معظم المعدات هي ذاتها المستخدمة لتصوير البالغين، ولكن باستخدام جرعة وتعريض أقل وتكون ملائمة للأطفال.

## تدريب طب الأطفال بالأشعة
في العديد من البلدان، لا تتطلب الأشعة الخاصة بالأطفال تدريبًا رسميًا. حيث يوجد، أطباء أشعة الأطفال والذين قد أكملوا وبشكل مستمر الإقامة التشخيصية للأشعة، ثم أكملوا سنة أو سنتين من التدريب على الزمالة في التخصصات الفرعية قبل أن يكونوا مؤهلين لأخذ امتحان المجلس للحصول على شهادة التخصص الفرعي الرسمي (على سبيل المثال كندا، المملكة المتحدة، سويسرا). هذا يؤهلهم بعد ذلك في مجال طب الأطفال المتخصص.

## أمراض الأطفال الشائعة التي تتطلب التصوير
- ورم ويلمز
- سرطان الدم
- مسخي
- التشوهات الخلقية
- عظمية
- التهاب السحايا
- متلازمة الضائقة التنفسية للرضع
- الأحداث التهاب المفاصل مجهول السبب
- كسور جريين ستك